# Laneuville-au-Bois
Pour les articles homonymes, voir Laneuville.
Ne doit pas être confondu avec Laneuveville-aux-Bois ou La Neuville-aux-Bois.
Laneuville-au-Bois (nom officiel), également écrit Laneuville-aux-Bois, est une ancienne commune française du département de la Haute-Marne en région Grand Est. Elle est associée à la commune de Lezéville depuis 1972.

## Géographie
Située aux confins de la Champagne et de la Lorraine, Laneuville-au-Bois est traversée par la route D175.

## Histoire
En 1789, ce village fait partie de la province de Champagne dans le bailliage de Chaumont et la prévôté d'Andelot.
Le 1er septembre 1972, la commune de Laneuville-au-Bois est rattachée à celle de Lezéville sous le régime de la fusion-association.

## Politique et administration
| Période                                  | Période | Identité       | Étiquette | Qualité |
| ---------------------------------------- | ------- | -------------- | --------- | ------- |
|                                          |         | Serge MAUCOURT |           |         |
| Les données manquantes sont à compléter. |         |                |           |         |

## Démographie
| 1793 | 1800 | 1806 | 1821 | 1831 | 1836 | 1841 | 1846 | 1851 |
| ---- | ---- | ---- | ---- | ---- | ---- | ---- | ---- | ---- |
| 151  | 151  | 173  | 181  | 200  | 206  | 198  | 179  | 207  |

| 1856 | 1861 | 1866 | 1872 | 1876 | 1881 | 1886 | 1891 | 1896 |
| ---- | ---- | ---- | ---- | ---- | ---- | ---- | ---- | ---- |
| 192  | 200  | 200  | 205  | 184  | 173  | 150  | 149  | 148  |

| 1901 | 1906 | 1911 | 1921 | 1926 | 1931 | 1936 | 1946 | 1954 |
| ---- | ---- | ---- | ---- | ---- | ---- | ---- | ---- | ---- |
| 140  | 139  | 142  | 105  | 103  | 85   | 88   | 53   | 78   |

| 1962 | 1968 | - | - | - | - | - | - | - |
| ---- | ---- | - | - | - | - | - | - | - |
| 70   | 72   | - | - | - | - | - | - | - |

## Lieux et monuments
- Église Saint-Pierre, incendiée en 1858, reconstruite entre 1864 et 1866